# Bahir Dar
Bahir Dar (amharski: ባሕር ዳር) je grad na obalama jezera Tana, na sjeverozapadu Etiopije. Bahir Dar je glavni grad regije Amhara. (kilil).
Upravno je Bahir Dar posebna etiopska zona, ima status koji je nešto između Adis Abebe i Dire Dawe (oni su organizirani kao posebne upravne jedinice-gradovi astedader akabibi, te mogu imati vlastitu regionalnu upravu - Kilil) i gradova poput Mekelea, koji su organizirani kao worede. .
Bahir Dar je danas jedno od vodećih turističkih odredišta u Etiopiji, zahvaljujući ljepotama jezera Tana i Plavog Nila. To je grad širokih avenija obrubljenih palmama i cvjetnjacima. Tako da ga se drži za jedan od najbolje planiranih i najsigurnijih gradova po mnogim standardima, 2002. godine dobio je UNESCOovu nagradu za mir, za upravljanje s izazovima ubrzane urbanizacije.

## Zemljopisne odlike, promet
Bahir Dar nalazi se na južnoj obali jezera jezera Tana, pored izvora Plavog Nila. Leži na Etiopskoj visoravni na nadmorskoj visini od 1,840 metara, udaljen je oko 578 km sjeverozapadno od Adis Abebe.
Nedaleko od grada, oko 30 km, na Plavom Nilu nalaze se vodopadi Tis Isat koji su visoki od 37–45 m, i predstavljaju veliku turističku atrakciju.
Bahir Dar ima zračnu luku (ICAO kod HABD, IATA kod BJR) iz koje koje redovno prometuje domaći zračni prijevoznik Ethiopian Airlines za Adis Abebu i Gondar.
Grad je dobro povezan cestovnom mrežom s ostalim etiopskim gradovima.

## Povijest
Bahir Dar se kao grad počeo razvijati oko isusovačkog naselja, osnovanog na prijelazu 16. u 17.st., još uvijek postoji zgrada iz tog doba, pored središnjeg trga (nju se vezuje uz misionara Pedra Páeza).
Bahir Dar je bio mjesto u kojem je etipski car Tevodros II. imao vojni logor polovicom 19.st., no kad mu se vojska razbolila od kolere, premjestio ju je u Bedžemder.
Za vrijeme druge talijanske invazije na Etipiju 1936. jedna talijanska jedinica je ubrzanim maršem iz Gondara 23. travnja 1937. iznenada zauzela Bahar Dar. Grad je bio bombardiran od strane Royal Air Force 21. – 22. listopada 1940., i pored male štete, ova akcija je djelovala na pad morala branitelja. Nakon nekoliko mjeseci borbi s britanskim snagama, talijanski garnizon iz Bahir Dara se pod zapovjedništvom pukovnika Torellija povukao iz grada 27. travnja 1941.
Jedna od carskih palača Haile Selasija smještena je u neposrednoj blizini grada, čak je jedno vrijeme govorilo o tome da se prijetstolnica preseli u Bahir Dar.
Sovjetski savez, koji je poput svih ostalih socijalističkih zemalja izdašno pomagao Etiopiju Haile Selasija izgradio je 1963. Politehnički Institut (višu školu), na kojem se moglo studirati; poljoprivreda, industrijska kemija, elektrotehnika, šumarstvo, tekstilna tehnologije, tehnologija obrade metala.
Tijekom etiopskog građanskog rata, etiopski gerilci (Treća Revolucionarna armija-TLA) imali su tijekom 1990. stožer u gradu, ali ih je vojska Derga istjerala. Grad je konačno pao u ruke pobunjenika 23. veljače 1991.

## Stanovništvo
Tri najveće etničke grupe u gradu su Amharci (93.21%), Tigré (3.98%) i Oromci (0.7%); sve ostale grupe imaju 2.11% stanovnika. amharski kao materinski jezik govori 95.52%, 2.93% govori Tigrinju, a ostatak stanovništva od 1.55% govori neke druge jezike. Po religijskoj pripadnosti;  87.53% stanovnika su vjernici Etiopske pravoslavne tevahedo crkve, 11.47% su slijedbenici Islama.
Bahir Dar je jedan od najbrže rastućih Etiopskih gradova. Jedna od njegovih najvećih atrakcija je tržnica, osobito na sajemeni dan (jedanput tjedno). U novije vrijeme Bahir Dar ima Sveučilište, na koje je 2006. bilo upisano više od 4.400 studenata.

## Gradovi prijatelji
- SAD, Cleveland, Ohio (od 2004.)

## Vanjske poveznice
- Slike iz Bahir Dara